# Клаудінью (футболіст, 1997)
Клаудінью (порт. Claudinho; нар. 28 січня 1997, Сан-Вісенте) — бразильський футболіст, нападник катарського клубу «Ас-Садд».
Виступав, зокрема, за клуб «Корінтіанс», а також збірну Бразилії U-23.
Чемпіон Бразилії. У складі збірної — олімпійський чемпіон.

## Клубна кар'єра

### Ранні роки
Народився 28 січня 1997 року в місті Сан-Вісенте, і у 2003 році, у віці 6 років, приєднався до молодіжної команди «Сантуса». У липні 2015 року, після вражаючих виступів за команду U-17, він підписав професійний контракт з «Корінтіансом», спочатку отримавши місце в команді U-20.

### Кар'єра в Бразилії
Клаудінью входив до складу команди «Корінтіанса», яка виграла у 2015 році Серію А, попри те, що жодного разу не грав і був лише на лаві запасних. 19 березня 2016 року в матчі Ліги Пауліста проти «Ліненсе» він дебютував за основний склад.
3 червня 2016 року Клаудінью на пів сезону був орендований клубом «Брагантіно» з Серії В. 12 червня в матчі проти «Пайсанду» він дебютував у Серії В.
На початку 2017 року Клаудінью був орендований клубом «Санту-Андре». 4 лютого в матчі проти «Ітуано» він дебютував за нову команду. 12 лютого в поєдинку проти «Корінтіанса» забив свій перший гол за «Санту-Андре».
18 травня 2017 року Клаудінью підписав контракт з «Понте-Прета» на два з половиною роки, при цьому клуб придбав 50% його прав. 28 травня в матчі проти «Атлетіку Мінейру» (2:2) футболіст дебютував в бразильській Серії A .
9 січня 2018 року Клаудінью був орендований клубом «Ред Булл Бразіл». 21 січня в матчі проти свого колишнього клубу «Санту-Андре» він дебютував за нову команду. 3 лютого в поєдинку проти «Ред Булл Брагантіно» Клаудінью забив свій перший гол за «Ред Булл Бразіл» . У тому ж році він був орендований до складу «Оесте». Дебютував за команду 21 квітня в матчі проти «Жувентуде». На початку 2019 року він знову був орендований «Ред Булл Бразіл».
24 квітня 2019 роки після злиття «Ред Булл Бразіл» з «Брагантіно» і створення «Ред Булл Брагантіно», оренда Клаудінью була продовжена до кінця 2020 року. 22 травня в матчі проти «Фігейренсе» забив свій перший гол за клуб. 5 жовтня в поєдинку проти «Сан-Бенту» Клаудінью відзначився хет-триком. У тому ж році він допоміг клубу вийти в еліту. У вересні «РБ Брагантіно» викупив 50% його прав, що належали «Понте-Прета», і підписав з футболістом контракт до 2023 року. У 2020 році Клаудінью з 18 голами став кращим бомбардиром чемпіонату.

### «Зеніт»
7 серпня 2021 року російський «Зеніт» оголосив про трансфер Клаудінью.

## Виступи за збірну
У 2021 році Клаудінью  в складі олімпійської збірної Бразилії став переможцем літніх Олімпійських ігор 2020 в Токіо. На турнірі він зіграв в матчах проти команд Німеччини, Кот-д'Івуару, Саудівської Аравії, Єгипту, Мексики і Іспанії.

## Титули і досягнення

### Командні
- Чемпіон Бразилії (1):

«Корінтіанс»: 2015
- Чемпіон Росії (3):

«Зеніт»: 2021–22, 2022–23, 2023–24
- Володар Суперкубка Росії (3):

«Зеніт»: 2022, 2023, 2024
- Чемпіон Катару (1):

«Ас-Садд»: 2024–25
- Володар Кубка наслідного принца Катару (1):

«Ас-Садд»: 2025
Збірні
- Олімпійський чемпіон (1):

2020

### Особисті
- Найкращий бомбардир чемпіонату Бразилії:

2020 — 18 голів